# یانگ شیائوجون
یانگ شیائوجون (چینی: 楊曉君؛ زادهٔ ۱۸ مه ۱۹۶۳) بازیکن والیبال اهل چین است.
وی در مسابقات کشوری و بین‌المللی در مجموع برندهٔ ۳ مدال طلا، ۱ مدال برنز شده‌است.